# Just Be Good to Green
"Just Be Good to Green" là bài hát của nghệ sĩ người Anh Professor Green từ album phòng thu thứ hai của anh Alive Till I'm Dead. Với sự tham gia của nữ ca sĩ nhạc pop Lily Allen, ca khúc đã được phát hành làm đĩa đơn thứ hai từ album này ngày 25 tháng 6 năm 2010 tại Úc, bởi hãng Virgin Records, sau đó là tại Vương quốc Anh ngày 11 tháng 7 năm 2010.
"Just Be Good to Green" thực chất là một bản cover và chế biến lại từ ca khúc "Dub Be Good to Me" của Beats International.

## Tổng quan và sáng tác
Ca khúc đã được Professor Green thực hiện từ năm 2007, khi anh ký hợp đồng với The Beats. Nó được sáng tác và sản xuất bởi Semothy Jones và tại thời điểm đó, Green đã hợp tác cùng Neon Hitch (hát phần điệp khúc). Tuy nhiên, The Beats đã quyết định không phát hành ca khúc này.
Giữa năm 2009, Professor Green tiết lộ, ý định hợp tác giữa anh và Lily Allen bắt đầu sau khi họ tán gẫu với nhau trên Facebook.

## Video âm nhạc
Video âm nhạc của "Just Be Good to Green" ra mắt ngày 21 tháng 5 năm 2010 trên kênh YouTube chính thức của Professor Green.

## Biểu diễn trực tiếp
Trong những buổi biểu diễn của Lily Allen, Professor Green đã có mặt cùng cô trên sân khấu để thể hiện bài hát cùng cô, và ngược lại. Green cũng đã biểu diễn trực tiếp nó trong chương trình truyền hình thực tế Big Brother (UK).

## Danh sách bài hát và định dạng
| iTunes EP | iTunes EP                                                 | iTunes EP  |
| STT       | Nhan đề                                                   | Thời lượng |
| --------- | --------------------------------------------------------- | ---------- |
| 1.        | "Just Be Good to Green" (Clean Radio edit)                | 3:14       |
| 2.        | "Just Be Good to Green"                                   | 3:24       |
| 3.        | "Just Be Good to Green" (Camo & Krooked remix)            | 5:17       |
| 4.        | "Just Be Good to Green" (Greenmoney's Colour Blind Remix) | 6:19       |
| 5.        | "Just Be Good to Green" (Instrumental)                    | 3:23       |
| 6.        | "Just Be Good to Green" (Video)                           | 3:25       |

| CD single | CD single                                      | CD single  |
| STT       | Nhan đề                                        | Thời lượng |
| --------- | ---------------------------------------------- | ---------- |
| 1.        | "Just Be Good To Green"                        | 3:24       |
| 2.        | "Just Be Good to Green" (Camo & Krooked remix) | 5:17       |

## Xếp hạng
| Bảng xếp hạng (2010)                | Vị trí cao nhất |
| ----------------------------------- | --------------- |
| Anh Quốc (OCC)                      | 5               |
| Châu Âu Hot 100 Singles (Billboard) | 20              |
| Hà Lan (Single Top 100)             | 95              |
| Ireland (IRMA)                      | 17              |
| New Zealand (Recorded Music NZ)     | 32              |
| Úc (ARIA)                           | 49              |